# Clam Bank (Inner False Harbour)
Clam Bank – ławica (bank) w kanadyjskiej prowincji Nowa Szkocja, w hrabstwie Yarmouth, w zatoce Inner False Harbour (43°48′23″N, 66°08′53″W); nazwa urzędowo zatwierdzona 10 lipca 1974.